# 四角落

四角落地理示意圖

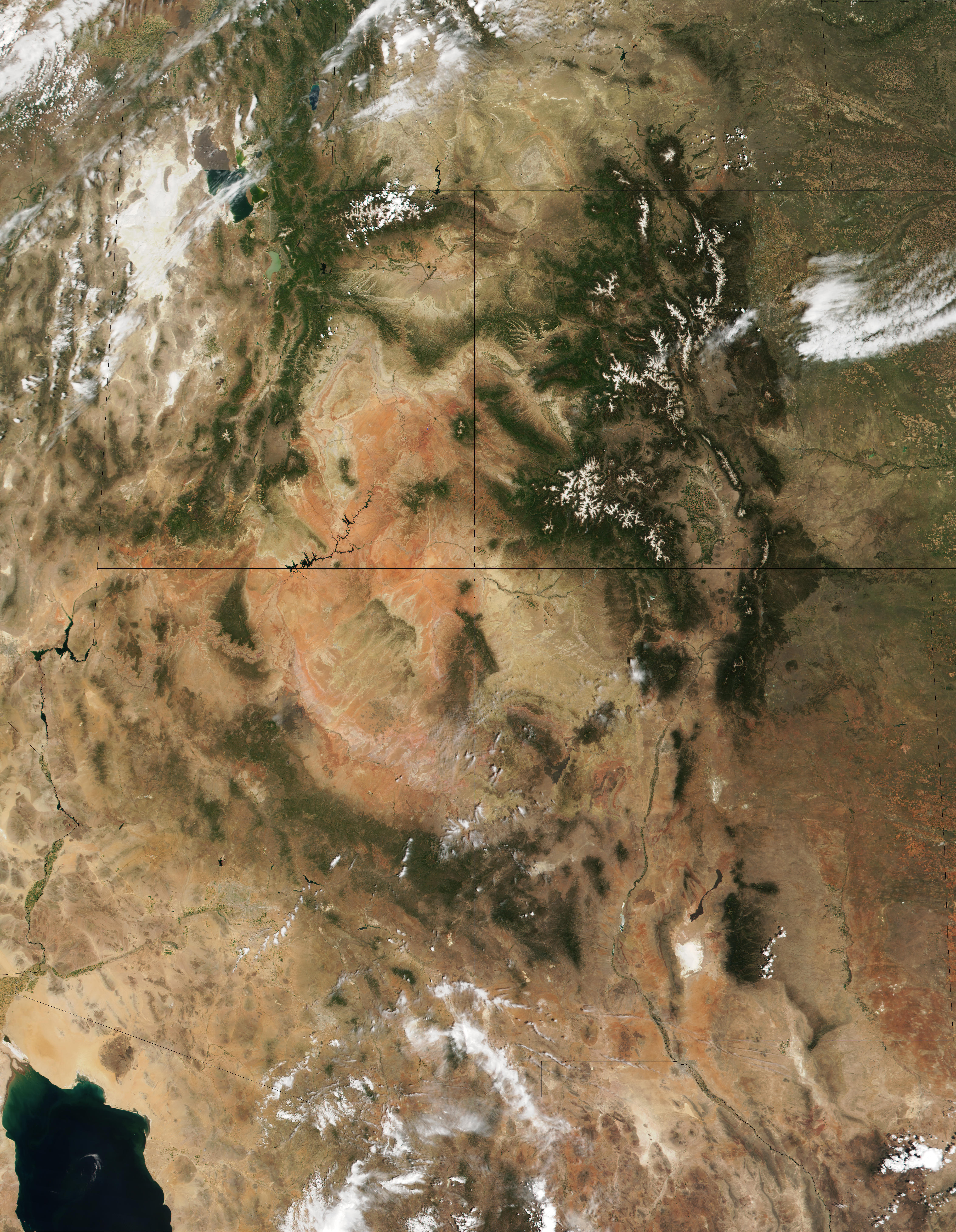
四角落空照圖

四角落（英語：Four Corners）是美國西南方的領域，指以科羅拉多高原為中心的四个州边界交接的一点以及周边的地区。这四州從上方左側順時針方向數來，分別是猶他州、科羅拉多州、新墨西哥州和亞利桑那州。 四角落这一点是美国地理上唯一有四个州边界相会的地点，并由四角落州紀念處标记此处。
這四州在地圖上都屬於美國的淡紅色區域（Reddish area）。

## 參看
- 四角落州纪念处
- 美國的區域列表